# McIntosh (Minnesota)
Pour les articles homonymes, voir McIntosh.
McIntosh est une ville américaine située dans le Comté de Polk, dans le Minnesota. Selon le recensement de 2010, sa population est de 625 habitants.